# 逆鱗
是2014年上映的一部韓國古裝片，由導演李在奎执导，也是玄彬退伍後的復出作品。以丁酉叛亂為故事原型，講述朝鮮第22代國王正祖即位一年（1777年）遭到暗殺威脅後，卷入這件事的所有人物在24小時內所發生的故事。

## 演員陣容
- 玄彬：朝鮮正祖李祘
- 鄭在詠：甲守，正祖身邊的侍臣，也負責管理書房的書籍。
- 曹政奭：乙守，殺手
- 曹在顯：廣伯
- 韓志旼：貞純王后隨時會危害正祖的人。
- 金成鈴：惠慶宮洪氏，李祘生母不惜犧牲一切，也要守護著自己兒子跟大妃對抗。
- 朴誠雄：洪國榮：禁軍統領
- 鄭恩彩：姜月惠，洗衣坊宮女
- 宋永彰：具善復，老論派首領
- 李度慶：安國來
- 徐宜淑：高秀愛，洗衣坊尚宮
- 金民宰：崔世福
- 金大明：姜勇華，月惠的養父
- 刘恩美：福冰
- 成宥彬：少年甲守
- 千寶根：少年乙守
- 具承賢：少年正祖
- 李在希：少年月惠
- 全国香：洗衣坊尚宫
- 金昌熙：禁卫营组长
- 高甫潔：洗衣坊宫女
- 尹炳熙：小喽罗
- 孙民硕：蔡濟恭（特别出演）
- 安相泰：王大妃殿内官（特别出演）
- 李多寅：秀莲（特别出演）

## 外部連結
- NAVER上《逆鱗》的資料
- 韩国电影数据库（KMDb）上《逆鱗》的資料
- 互联网电影数据库（IMDb）上《逆鱗》的资料（英文）
- 豆瓣电影上《逆鱗》的資料 （简体中文）
- 《逆鱗》在HanCinema的页面（英文）
- Box Office Mojo上《逆鱗》的资料（英文）
- 爛番茄上《逆鱗》的資料（英文）